# Iglesia conventual de La Merced (Murcia)
La iglesia conventual de La Merced es un templo religioso de la ciudad de Murcia (Región de Murcia, España) perteneciente al antiguo convento de la Orden de la Merced, construido en el emplazamiento actual en el siglo XVI, aunque el inmueble que contemplamos hoy se levantó entre el siglo XVII y el XVIII. La iglesia actualmente está regentada por los franciscanos y el antiguo convento lo ocupa la Facultad de Derecho de la Universidad de Murcia, del llamado Campus de La Merced.

## Historia
El establecimiento de la Orden de la Merced en la ciudad de Murcia se remonta a la misma toma definitiva de la urbe por los cristianos en 1266, con la entrada de Jaime I de Aragón.
El primer monasterio mercedario se situó en el arrabal de San Juan del Real. Sin embargo, las sucesivas riadas del río Segura motivaron el traslado del convento a la ubicación actual en 1560, en la zona norte del arrabal de la Arrixaca, muy próximo a la puerta de Santo Cristo (actual plaza del Beato Ibernón).
La primera iglesia conventual se construyó en el 1562, mientras que el claustro (el actualmente conservado) se edificó entre 1604 y 1628.
A comienzos del siglo XVIII, concretamente en 1705, se comenzó a construir la nueva iglesia del monasterio (la definitiva) ya que la anterior se encontraba en estado de ruina y se hizo necesario su derribo. La fachada barroca se inició en 1711.
Con la desamortización de 1835, el convento de La Merced fue comprado por particulares utilizándose desde aquel momento para diversos fines como almacén o fábrica de seda.
Desde 1911 hasta 1931 la iglesia fue sede de la antigua cofradía del Resucitado (antecedente de la actual Archicofradía de Nuestro Señor Jesucristo Resucitado), saliendo de ella la procesión del Domingo de Resurrección hasta la llegada de la II República Española. 
Entre 1926 y 1928, en la zona del claustro se construyó el edificio del colegio de la Congregación de los Hermanos Maristas, debido al arquitecto Rafael Castillo y Sáiz. Edificio que en 1935 fue adquirido por la Universidad de Murcia para trasladar allí sus instalaciones, ampliándose posteriormente las mismas, dando lugar al actual Campus de La Merced, en el que el edificio histórico del claustro terminaría siendo la Facultad de Derecho
Durante la guerra civil española, la facultad fue utilizada como hospital, recibiendo el nombre de Federica Montseny. Tras la guerra, la antigua iglesia fue donada a los franciscanos, que levantaron el anexo Instituto Teológico de Murcia.
En 1981 el conjunto fue declarado Bien de Interés Cultural.

## Arquitectura

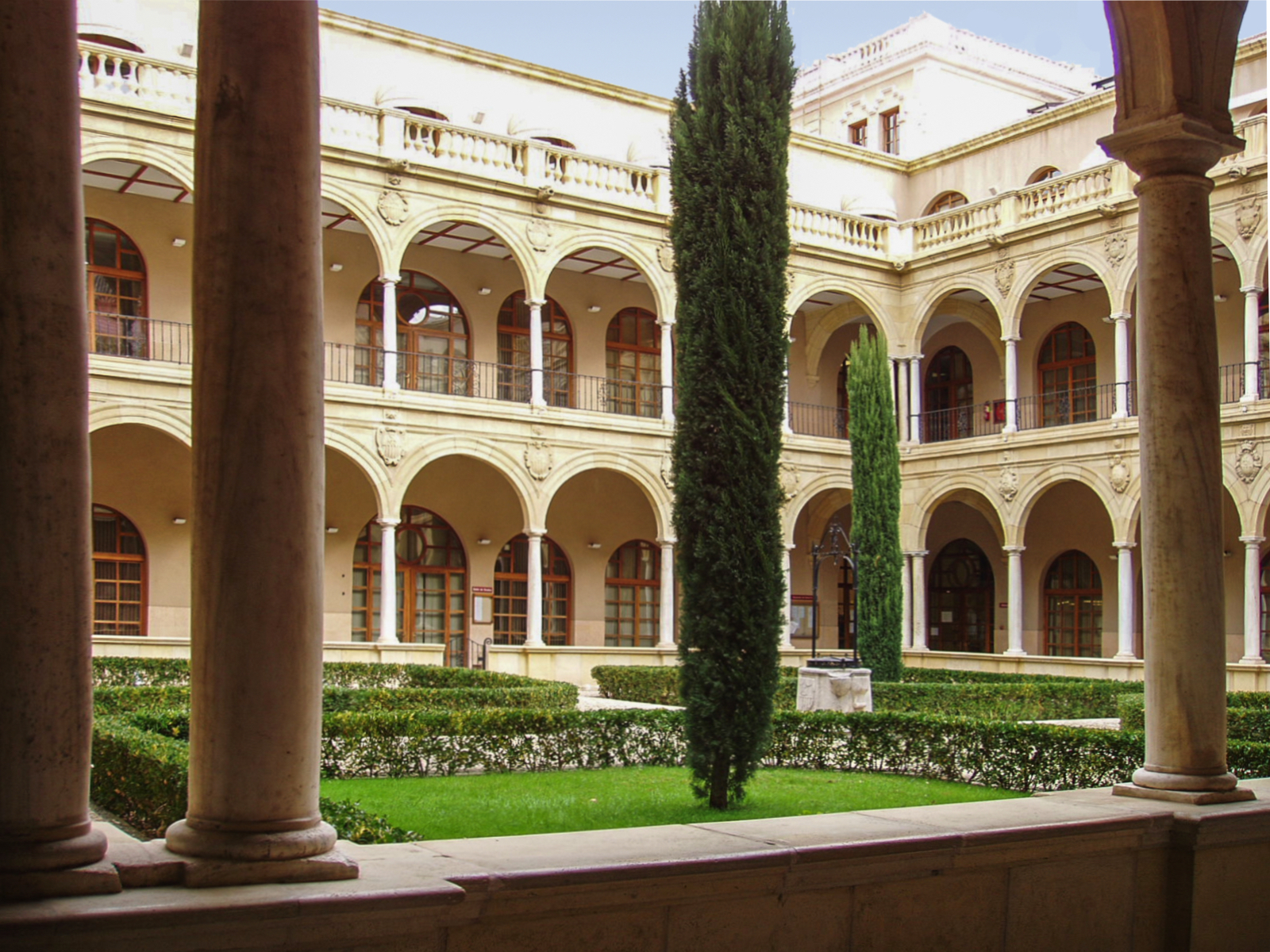
Claustro de la Merced, actual Facultad de Derecho de la UMU,

La parte más antigua del conjunto arquitectónico es el claustro, actual Facultad de Derecho de la Universidad de Murcia.
Comenzado en 1604, se debe a las trazas de Pedro Monte, siendo finalizado en 1628. Comparable al claustro de la Merced de Sevilla, está formado por dos pisos de elegantes columnas de mármol de capitel toscano sobre los que cargan arcos de medio punto de doble moldura, en cuyas enjutas se repite de forma invariable el escudo de la orden mercedaria. En cada una de las esquinas del claustro las columnas se agrupan en número de tres. 
La iglesia, de comienzos del siglo XVIII, cuenta con una portada finalizada en 1713 bajo la dirección de Salvador de Mora y ejecutada por José Balaguer. La fachada, una de las mejores del barroco en Murcia, es una transposición del decorativismo naturalista presente en el interior de la iglesia, muy típico de las obras de principios de siglo, continuador de los esquemas de la centuria precedente. La misma está presidida por la Virgen de los Remedios (con la cabeza torcida), y una serie de santos y santas que pretenden exaltar la gloria de la Orden Mercedaria: San Pedro Nolasco, San Ramón Nonato, Santa María Cervelló y la Beata Mariana de Jesús, además de la presencia de una cadena que simboliza la redención de cautivos propia de la Orden.

## Patrimonio

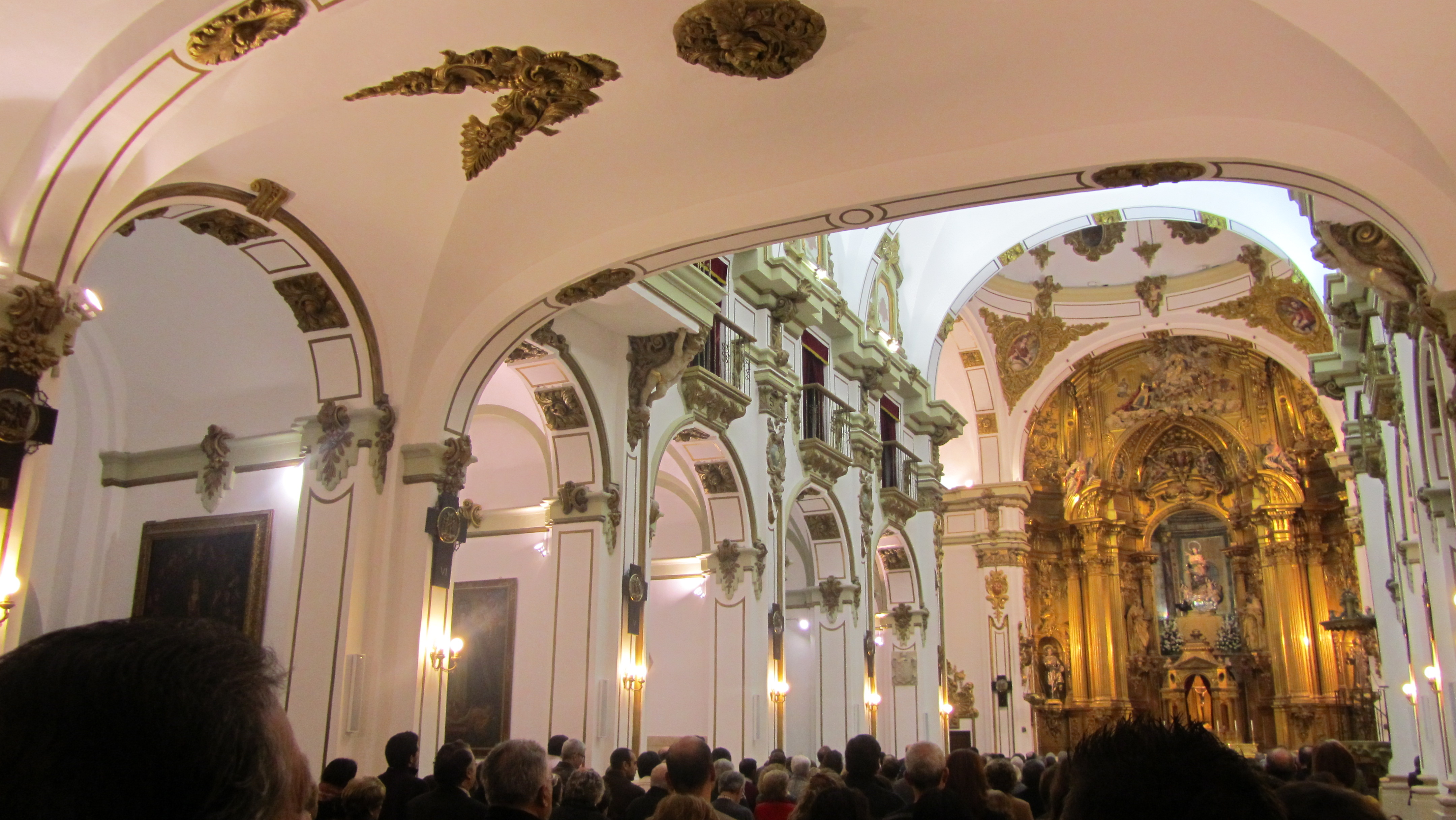
Interior de la iglesia conventual

El retablo mayor de la iglesia conventual fue realizado entre 1744 y 1760 y es característico del tipo de retablo barroco más evolucionado que a partir de 1730 se desarrolla en Murcia, donde la sensación de movimiento se consigue mucho más a través de los elementos arquitectónicos que de la decoración. La autoría del mismo se ha atribuido a Jaime Bort, debido a que presenta en su calle central un tratamiento de portada que lo relaciona con el retablo mayor de la también murciana iglesia de San Nicolás, cercanos ambos al modelo que Bort creó para el imafronte de la catedral de Murcia.
Existe otro retablo destacable, el dedicado al abrazo de San Francisco de Asís a Cristo Crucificado, que posee una profusa decoración de elementos barrocos. Fue realizado en 1725 y es originario de la iglesia de San Miguel.

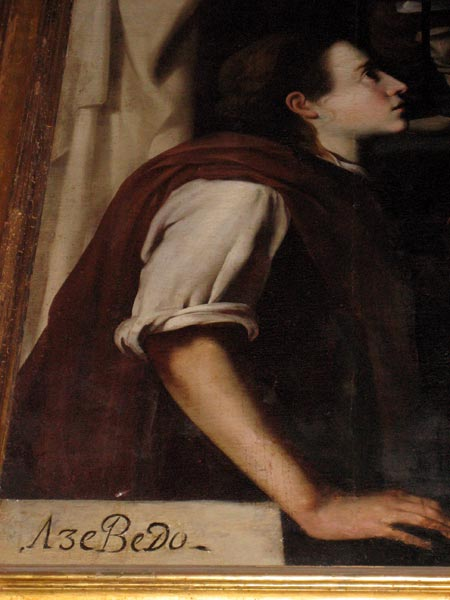
Redención de cautivos por san Pedro Nolasco, detalle con la firma «Azebedo», de Cristóbal de Acevedo

En la iglesia de la Merced se conservan obras pictóricas del siglo XVII de Lorenzo Suárez y Cristóbal de Acevedo. Del primero son los lienzos de San Ramón Nonato y Cristo dándole la comunión a San Pedro Nolasco. De Acevedo son la Redención de cautivos y la Aparición de la Virgen a Jaime de Aragón, que se creen originarios del antiguo retablo mayor de la iglesia.
En escultura destacan dos obras de Nicolás Salzillo, escultor napolitano afincado en Murcia en 1695, y padre de Francisco Salzillo. La primera es un San Ramón Nonato y la segunda un Nazareno llamado de la Merced que desfila con la Cofradía de la Salud cada Martes Santo. Aunque esta última es atribuida.
Una de las imágenes más curiosas que posee el templo es la de la antiquísima Virgen de los Remedios, obra del siglo XIV en piedra arenisca, que fue titular del retablo mayor. Popularmente conocida como la Virgen del Cuello Tuerto, las mutilaciones que presenta se deben a que en el barroco fue adaptada para ser imagen de vestir. Hasta el siglo XVIII compartió el favor de los murcianos conjuntamente con la Virgen de la Arrixaca.

## Curiosidades
La fachada de la iglesia posee con una curiosa leyenda a cuenta de la especial Virgen María que la corona (que tiene el cuello torcido por ser la representación en piedra de la popular Virgen de los Remedios).
Se cuenta que una doncella recibió promesa de matrimonio de un caballero que partió a la guerra y que cuando regresó se negó a cumplir su palabra. Ella, a falta de testigos lo llevó ante la puerta de la iglesia de La Merced donde había empeñado su palabra, y al ratificar que no había prometido nada, la Virgen de la fachada movió la cabeza negándolo, quedando su rostro artificialmente movido hacia la izquierda como podemos ver en la actualidad. 

## Galería

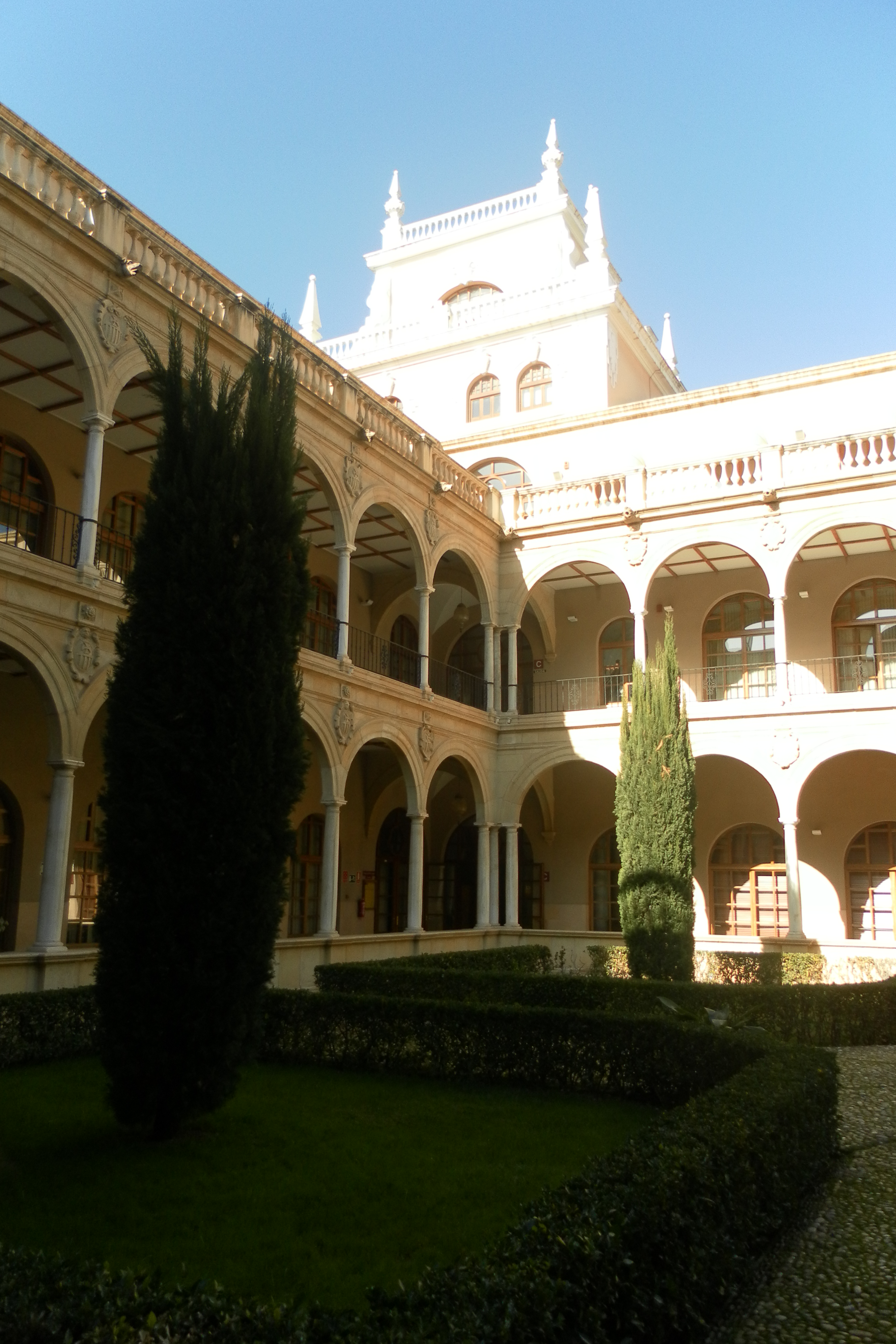
Claustro de la Merced.
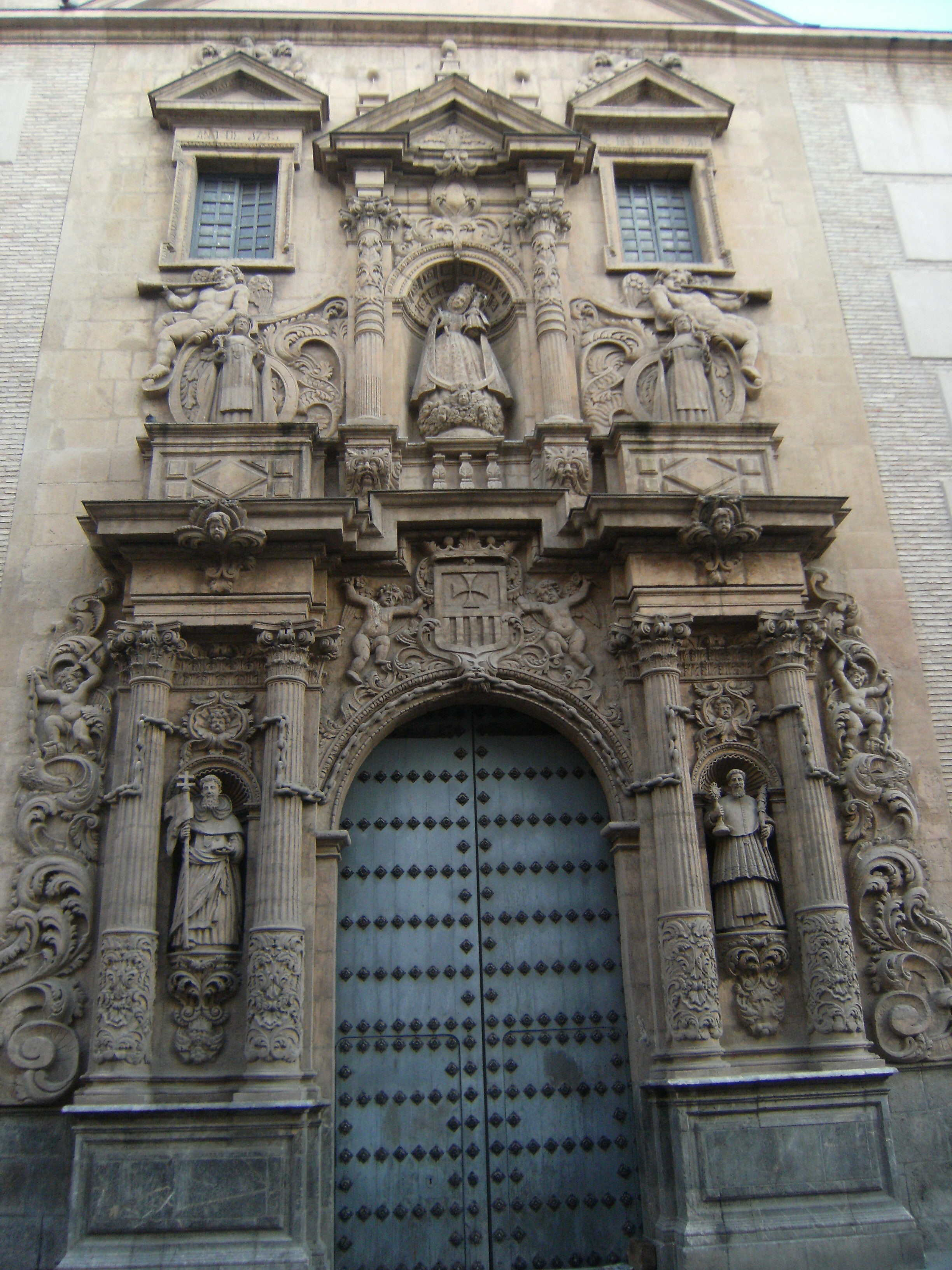
Detalle de la fachada de la iglesia de la Merced.